# Bocelli & Zanetti Night
La Bocelli & Zanetti Night è un evento benefico ideato da Star Biz e organizzato da Master Group Sport con Andrea Bocelli e Javier Zanetti. L'evento è andato in scena il 25 maggio 2016 all'Open Air Theatre dell'Area Expo di Milano con la conduzione di Michelle Hunziker e la regia di Roberto Cenci, trasmesso il giorno seguente su Canale 5. 
La serata, piena di ospiti del mondo del calcio e della musica che si esibiscono, è anche un'occasione per celebrare la riapertura dell'area e per introdurre simbolicamente la finale della UEFA Champions League 2015-2016 che si gioca il 28 maggio allo Stadio Giuseppe Meazza di Milano. Grazie alla Fundación P.U.P.I. e alla Andrea Bocelli Foundation (ABF), il ricavato della raccolta fondi viene devoluto a favore dell'educazione di 1.750 bambini poveri di Haiti e 500 di Buenos Aires.
| Messa in onda  | Ospiti | Telespettatori | Share  | Fonte |
| -------------- | --- | -------------- | ------ | ----- |
| 26 maggio 2016 | Alessandra Amoroso, Massimiliano Allegri, Claudio Ranieri, Il Volo, Pelé, Leonardo, Roberto Carlos, Laura Pausini (da Imola), Samuel Eto'o, Clarence Seedorf, Kylie Minogue, Gianna Nannini, Valeria Mazza, Giuliano Sangiorgi, Bono (da Dublino), Skin, Gianluca Zambrotta, Arrigo Sacchi, Marcello Lippi, Rossella Brescia e Gabriele Rossi, Kevin Prince Boateng e Melissa Satta, Francesco Renga, Zubin Mehta, Zucchero Fornaciari, Lucrezia Drei, Lorenzo Fragola, Francesco Toldo, Iván Córdoba, Esteban Cambiasso, Roberto Vecchioni, Paula De La Fuente (PUPI), Laura Biancalani (ABF) | 3 041 000      | 15,34% | [ 1 ] |